# Raiffeisenbank i. Lkrs. Passau-Nord
Die Raiffeisenbank i. Lkrs. Passau-Nord eG ist eine Genossenschaftsbank mit Sitz in der bayerischen Gemeinde Tiefenbach im Landkreis Passau.

## Geschichte
Die heutige Raiffeisenbank i. Lkrs. Passau-Nord eG wurde am 17. Juni 1896 in Tiefenbach gegründet und fusionierte zuletzt im Jahr 1995 mit der Raiffeisenbank Dreiburgenland eG mit dem Sitz in Tittling. Entstanden ist sie im Jahr 1992 aus der Fusion der Raiffeisenbank Tiefenbach-Ruderting eG mit dem Sitz in Tiefenbach und der Raiffeisenbank Hutthurm-Büchlberg eG mit dem Sitz in Hutthurm. 
Die Raiffeisenbank Dreiburgenland eG entstand im Jahr 1984 aus der Fusion der Raiffeisenbank Thurmansbang-Fürstenstein eG mit dem Sitz in Thurmansbang mit der Raiffeisenbank Tittling e.G. Durch die Fusion der Raiffeisenkasse Fürstenstein eG mit dem Sitz in Fürstenstein im Jahr 1976 mit der Raiffeisenkasse Thurmansbang eG entstand die Raiffeisenbank Thurmansbang-Fürstenstein eG.
Im gleichen Jahr fusionierte die Raiffeisenkasse Neukirchen v. Wald eG mit dem Sitz in Neukirchen vorm Wald mit der Raiffeisenbank Tiefenbach-Ruderting eG.

## Rechtsverhältnisse
Die Raiffeisenbank i. Lkrs. Passau-Nord eG ist im Genossenschaftsregister beim Amtsgericht Passau unter GnR 916 eingetragen.

## Organisationsstruktur
Rechtsgrundlagen sind das Genossenschaftsgesetz und die durch die Vertreterversammlung beschlossene Satzung. Organe der Bank sind der Vorstand, der Aufsichtsrat und die Vertreterversammlung.

## Sicherungseinrichtung
Die Raiffeisenbank i. Lkrs. Passau-Nord eG ist der amtlich anerkannten Sicherungseinrichtung des Bundesverbandes der Deutschen Volksbanken und Raiffeisenbanken GmbH und der zusätzlichen freiwilligen Sicherungseinrichtung des Bundesverbandes der Deutschen Volksbanken und Raiffeisenbanken e.V. angeschlossen.

## Geschäftsausrichtung
Die Raiffeisenbank i. Lkrs. Passau-Nord eG betreibt das Universalbankgeschäft. Im Verbundgeschäft arbeitet sie mit der DZ Bank, R+V Versicherung, Bausparkasse Schwäbisch Hall, Teambank, VR Leasing, DZ Hyp und der Union Investment zusammen.

## Geschäftsgebiet
Das Geschäftsgebiet liegt im Nordwesten des Landkreises Passau sowie im Südwesten des Landkreises Freyung-Grafenau.
An diesen Orten betreibt die Bank Filialen:
- Tiefenbach (Hauptstelle, jur. Sitz)
- Hutthurm (Geschäftsstelle)
- Tittling (Geschäftsstelle)
- Büchlberg (Geschäftsstelle)
- Hacklberg (Geschäftsstelle)
- Ruderting (Geschäftsstelle)
- Thurmansbang (SB-Geschäftsstelle)
- Fürstenstein (SB-Geschäftsstelle)
- Neukirchen vorm Wald (SB-Geschäftsstelle)